# Bugatti Type 57

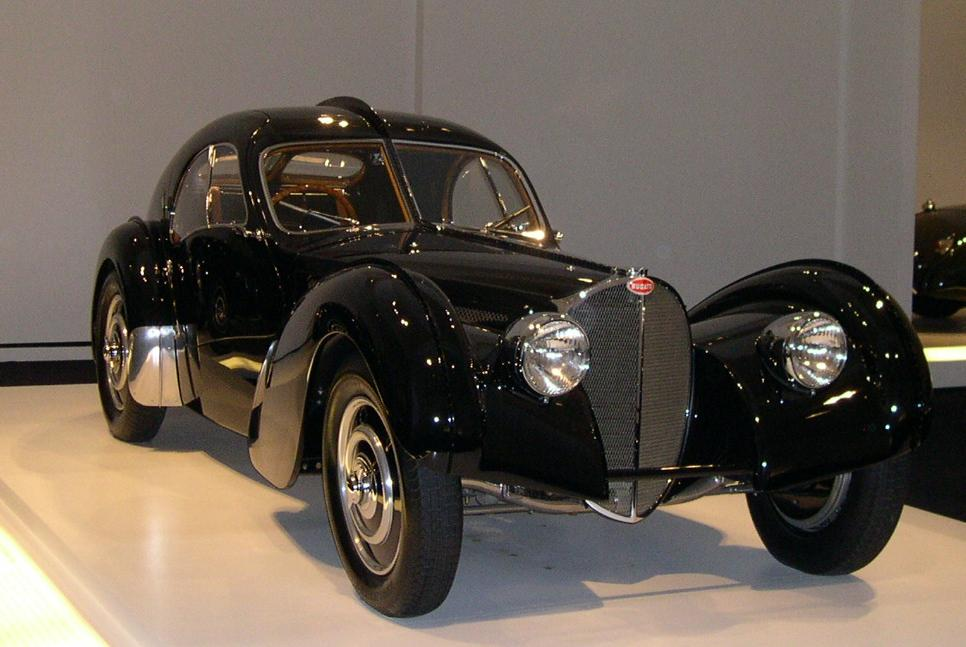
Bugatti Typ 57SC Atlantic z 1938 roku z kolekcji Ralpha Laurena

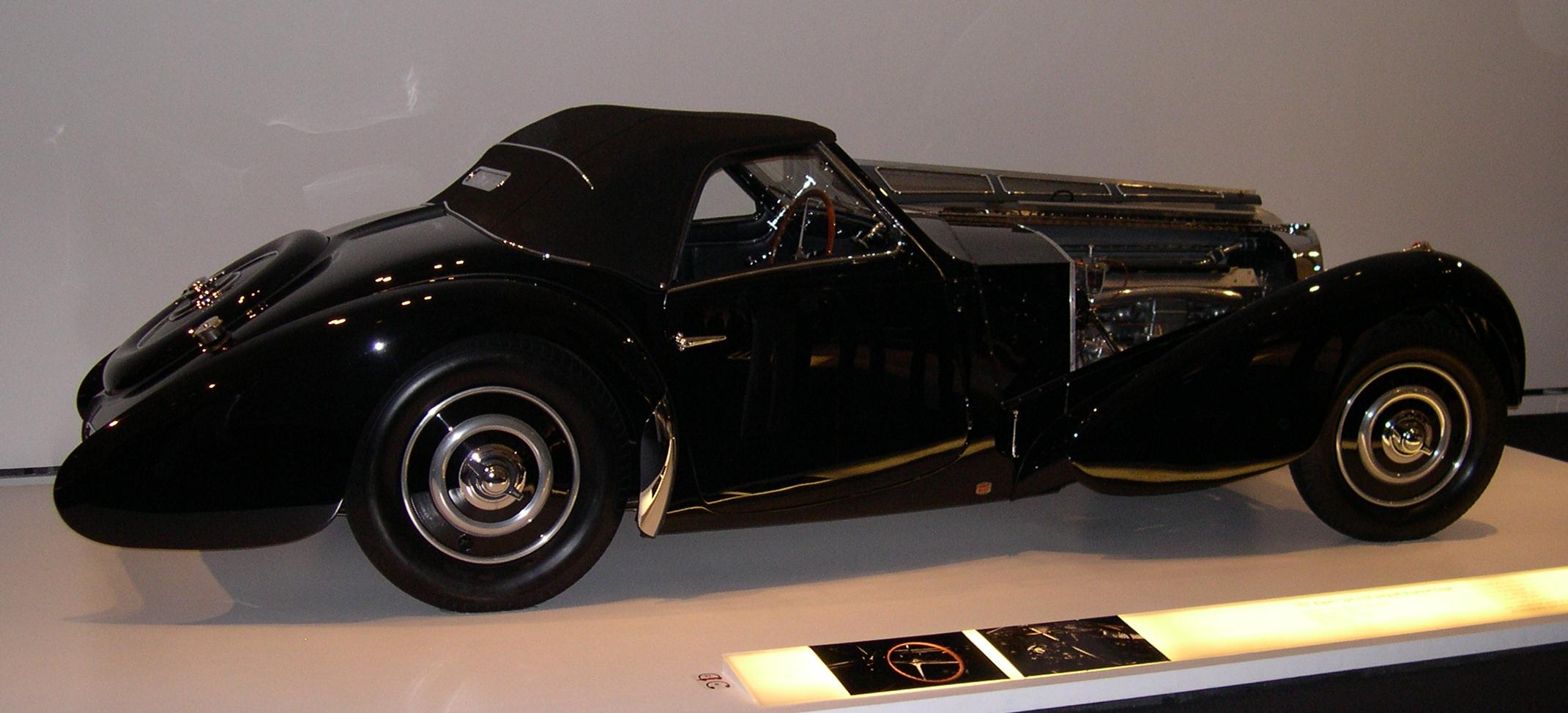
Bugatti Typ 57SC Gangloff Drop Head Coupe z 1937 roku z kolekcji Ralpha Laurena

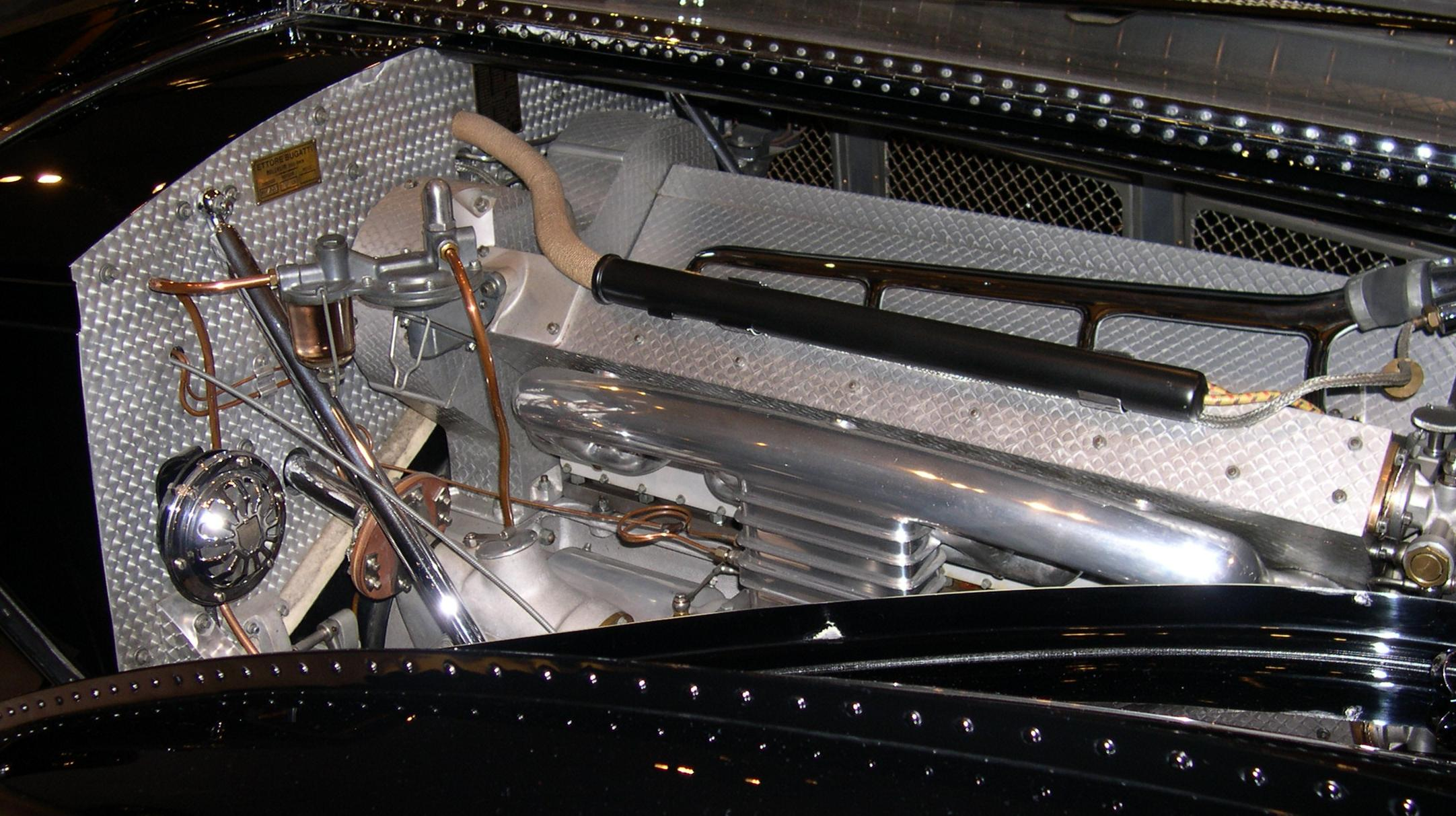
Silnik samochodu Typ 57SC Atlantic z 1938 roku z kolekcji Ralpha Laurena

Bugatti Typ 57 oraz późniejsze wersje (włącznie ze sławnym Atlantic) zaprojektował syn założyciela Jean Bugatti, który zginął w sierpniu 1939 podczas jazd próbnych wyscigową wersją Typ 57G Tank. Typ 57 był produkowany od 1934 do 1940, w ciągu tego czasu nadwozie ulegało licznym zmianom. Produkcja wyniosła 710 egzemplarzy.
W maju 2010 roku Typ 57SC Atlantic stał się najdroższym samochodem na świecie, gdy na aukcji w Kalifornii został sprzedany za ponad 30 milionów dolarów. Tytuł ten Bugatti utrzymało aż do roku 2012, kiedy miano najdroższego samochodu uzyskało Ferrari 250 GTO.

## Typ 57SC Atlantic

### Dane techniczne
Ogólne:
- Model: Typ 57SC Atlantic
- Lata produkcji: 1936 - 1939
- Cena w chwili rozpoczęcia produkcji (1936):
- Liczba wyprodukowanych egzemplarzy: 3 (jeden staranował pociąg)
- Projekt nadwozia: Jean Bugatti, Joseph Walter
- Masa własna: 953 kg

Opony:
- Przód: 5.50 R 18
- Tył: 6.50 R 18

Osiągi:
- Prędkość maksymalna: 200 km/h
- Moc maksymalna: 210 KM
- 0-100 km/h: 10,2 s

Napęd:
- Typ silnika: R8
- Pojemność: 3257 cm³
- Napęd: tylna oś